# Embalse de La Barquera
El embalse de La Barquera un pequeño embalse situado en la parroquia de La Pereda, en el concejo de Ribera de Arriba (Asturias, España).

## Descripción
Se trata de un tramo del río Nalón en donde se instaló una presa con el fin de suministrar agua a la central térmica de Soto de Ribera. En este punto se unen el río Caudal y el Nalón. El embalse, junto con la central térmica, se crearon en 1965.
No solo suministra agua a la central térmica, también a la empresa Mantequerías Arias instalada justo a la orilla opuesta de Soto de Rey. El embalse se emplea además con fines deportivos, lúdicos y de conservación de la biodiversidad.

## Pesca, deportes y conservación
El embalse de La Barquera tiene un gran uso deportivo, gracias a su profundidad y a que su caudal permite practicar piragüismo sin apenas molestias.
En este embalse abundan especies de peces como la trucha arcoíris o el salmón atlántico así que durante la veda suelen emplear esté sitio pescadores de la zona. El embalse de La Barquera se trata de un ecosistema de ribera muy bien conservado y cuenta con diferentes especies de aves, mamíferos y plantas únicos de estos medios.